# América Fútbol Club
O América Fútbol Club, é um clube de futebol profissional venezuelano sediado em Puerto la Cruz no estado de Anzoátegui, na Venezuela. É o primeiro Campeão Venezuelano na era amadora conquistando dois títulos e um vice campeonato. Participou pela ultima vez da Segunda División de Venezuela na temporada 2007-2008. Com uma campanha ruim no Torneio Apertura, desistiu da competição e foi rebaixado para à antiga Segunda División B. 

## Títulos
| NACIONAIS | NACIONAIS        | NACIONAIS | NACIONAIS   |
|           | Competição       | Títulos   | Temporadas  |
| --------- | ---------------- | --------- | ----------- |
|           | Primera División | 2         | 1921 e 1923 |

## Estatísticas

### Campanhas de destaque
| América Fútbol Club | América Fútbol Club | América Fútbol Club | América Fútbol Club | América Fútbol Club |
| Torneio             | Campeão             | Vice-campeão        | Terceiro colocado   | Quarto colocado     |
| ------------------- | ------------------- | ------------------- | ------------------- | ------------------- |
| Primera División    | 2 (1921 e 1923)     | 1 (1922)            | 0 (não possui)      | 0 (não possui)      |
| Copa Venezuela      | 0 (não possui)      | 0 (não possui)      | 0 (não possui)      | 0 (não possui)      |
| Segunda División(1) | 0 (não possui)      | 0 (não possui)      | 0 (não possui)      | 0 (não possui)      |

### Temporadas
Participações
| Competição | Competição       | Temporadas | Melhor campanha   | Estreia | Última  | P | R |
| Venezuela  | Primera División | 3          | Campeão (2 vezes) | 1921    | 1923    |   | 1 |
| Venezuela  | Segunda División | 1          | (desistiu)        | -       | 2007-08 | – | – |
| Venezuela  | Tercera División | 0          | (não participou)  | -       | -       |   |   |
| Venezuela  | Copa Venezuela   | 0          | (não participou)  | -       | -       |   |   |